# XBIZ Award for Best Actor - Comedy Release
L'XBIZ Award for Best Actor - Comedy Release è un premio pornografico assegnato all'attore votato come migliore in una scena comica dalla XBIZ, l'ente che assegna gli XBIZ Awards, riconosciuti tra i maggiori premi del settore.
Come per gli altri premi, viene assegnato nel corso di una cerimonia che si svolge a Los Angeles, solitamente nel mese di gennaio, solo tra il 2018 e il 2020, in quest'ultima edizione sotto il nome Best Actor -  Comedy Movie. Ha sostituito il precedente premio Best Actor - Parody Release, assegnato tra il 2013 e il 2017.

## Vincitori

### Anni 2010
| Anno | Vincitrice    | Titolo                                  |
| ---- | ------------- | --------------------------------------- |
| 2018 | Michael Vegas | How I Fuck Your Mother: A DP XXX Parody |
| 2019 | Seth Gamble   | Deadpool XXX: An Axel Braun Parody      |

### Anni 2020
| Anno | Vincitrice   | Titolo         |
| ---- | ------------ | -------------- |
| 2020 | Tommy Pistol | Love Emergency |